# Jared Diamond
Jared M. Diamond (Boston, 1937. szeptember 10. –) evolúcióbiológus, biogeográfus, ornitológus, élettanprofesszor (Kaliforniai Egyetem, Los Angeles; UCLA Orvos Egyetem, Los Angeles). Korábban a WWF környezetvédelmi civil szervezet amerikai igazgatója.

## Munkássága
Egyike a világ legjobb természettudományos ismeretterjesztő íróinak. Műveiben laikusok számára is érthetően dolgozza össze a régészet, a biológia és a történelem tudományos eredményeit.
1998-ban Pulitzer-díjat kapott a Háborúk, járványok, technikák című művéért.
Az Amerikai Természettudományi Társaság és az Amerikai Tudományos Akadémia tagja.

## Magyarul megjelent művei
- Miért élvezet a szex? Az emberi szexualitás evolúciója (Why Is Sex Fun?); ford. Kertész Balázs; Kulturtrade, Bp., 1997 (Világ-egyetem) ISBN 963-9069-51-5
- Háborúk, járványok, technikák. A társadalmak fátumai (Guns, Germs, and Steel); ford. Födő Sándor; Typotex, Bp., 2000 ISBN 963-9132-89-6
- A Harmadik Csimpánz felemelkedése és bukása (The Third Chimpanzee); ford. Győrvári Borbála; Typotex, Bp., 2002 ISBN 963-9326-15-1
- Összeomlás. Tanulságok a társadalmak továbbéléséhez (Collapse. How Societies Choose to Fail or Succeed); ford. Vassy Zoltán; Typotex, Bp., 2007 ISBN 978-963-9664-69-2
- A világ tegnapig. Mit tanulhatunk a régi társadalmaktól?; ford. Vassy Zoltán; Typotex, Bp., 2013 ISBN 978-963-2797-96-0
- Háborúk, járványok, technikák. A társadalmak fátumai; ford. Födő Sándor, Vassy Zoltán; 4. bőv., jav. kiad.; Typotex, Bp., 2015
- Háborúk, járványok, technikák. A társadalmak fátumai; ford. Födő Sándor, Vassy Zoltán; 5. bőv., átdolg. kiad.; Akkord, Bp., 2019
- Zűrzavar. Hogyan kezelik a nemzetek a válságot és a változást; ford. Erdeős Zsuzsanna; Akkord, Bp., 2020